# 南屏镇 (临洮县)
南屏镇，是中华人民共和国甘肃省定西市临洮县下辖的一个乡镇级行政单位。

## 行政区划
南屏镇下辖以下地区：
南屏村、打石坪村、格致坪村、安川村、英武村、张家坪村、丁家山村、三甲村、晨钟村、温家山村、雨洒村、石晶岩村、锁林村、康家沟村、苟家滩村、黎家山村、荣丰村、合好村、光明村、裕丰村、靳家坪村和靳家泉村。